# Llanerfyl
Llanerfyl est un village et une communauté du Powys, au pays de Galles.

## Géographie
Llanerfyl est situé dans le nord du Powys, dans le comté historique du Montgomeryshire. La Banwy (en), un affluent de la Vyrnwy, coule au nord du village.

## Démographie
Au recensement de 2011, la communauté de Llanerfyl comptait 406 habitants.